# MG ZT

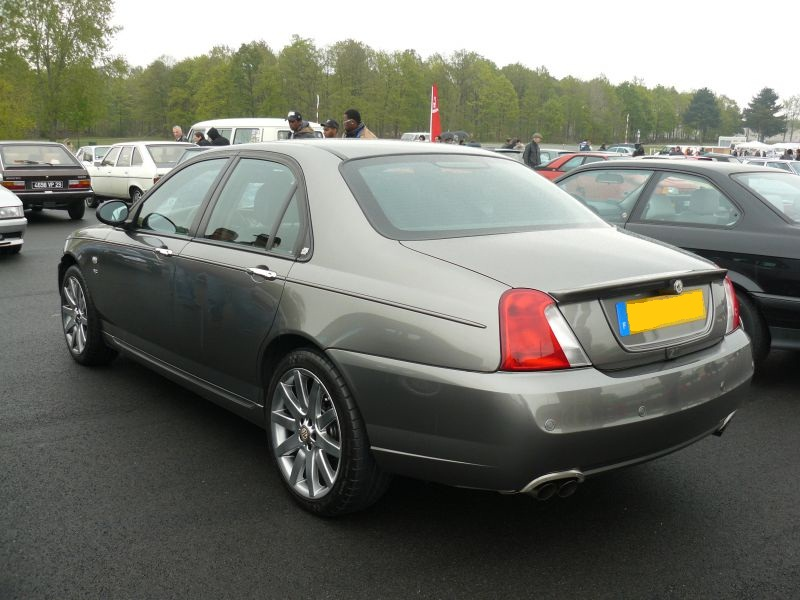
MG ZT V8

La MG ZT est une version sportive de la Rover 75. Elle fut produite à Longbridge du temps où MG Rover était détenu par le groupe Phoenix, qui avait aussi développé des MG ZR et ZS, versions sport des Rover 25 et 45.
Une version sport wagon fut aussi produite, la MG ZT-T.
La production de cette voiture prit fin avec la faillite de MG Rover en 2005. Toutefois les droits ont été rachetés par 2 entreprises chinoises : SAIC Roewe 750  et Nanjing Automotive (MG7).
Produite à nouveau en Chine, elle devait réapparaître en 2007 sur les routes Européennes mais le projet s'est limité à quelques pays.

## Histoire
En 2001, 3 ans après le lancement de la Rover 75, les MG ZT et ZT-T furent lancées. Durant le stade de développement, les modèles avaient pour nom de code X10 et X11.
Les ZT ont été dessinées par Peter Stevens, designer de la McLaren F1.
En 2003, une version de plus de 260 ch fut lancée (nom de code X12 et X13 pour la version sport wagon). Le moteur était un V8 de 4,6 litres utilisé aussi sur la Ford Mustang de 2005. Cette version avait aussi la particularité de devenir une propulsion contrairement aux autres versions de la ZT qui sont des tractions. La compagnie Prodrive prit un rôle très actif dans le développement de cette voiture.
En 2003, la ZT-T devint le break le plus rapide au monde avec une vitesse de pointe de 369,9 km/h. Ce record fut réalisé lors du 55e "Speed Week Nationals" de Bonneville Salt Flats (Utah, États-Unis)
Début 2004, comme les autres MG Z, les ZT firent l'objet d'un relifting, tout comme la Rover 75.

## Critiques
La réaction de la presse fut très positive. Autocar la classa parmi les 10 meilleures voitures de 2001. La version 260 ch obtint plus tard 4 étoiles sur 5.

## Modèles
MG ZT et ZT-T
- CDTi (Turbodiesel common-rail de 110 ou 130 ch)
- 160/160+ (Initialement un Rover KV6 dégonflé de 2,5 litres, puis un moteur 1,8 L turbo K-series)
- 190/190+ (Rover KV6 2,5 litres, 185 ch)
- 180+ (Rover KV6 2,5 litres avec boîte automatique JatCo, 177 ch)
- 260+ (V8 4,6 L dérivé de la Ford Mustang)